# Първите 20 милиона
„Първите 20 милиона“ (на английски: The First $20 Million Is Always the Hardest) е комедиен филм от 2002 г. на режисьора Мик Джаксън, по сценарий на Джон Фавро и Гари Тийх, базиран на едноименния роман, написан от Поу Бронсън. Във филма участват Адам Гарсия, Росарио Доусън, Джейк Бъзи, Енрико Колантони, Итън Супли, Анджул Ниджам и Грегъри Джбара.

## Актьорски състав
| Актьор           | Роля           |
| ---------------- | -------------- |
| Адам Гарсия      | Анди Каспър    |
| Росарио Доусън   | Алиса          |
| Анджул Ниджам    | Саламан Фард   |
| Итън Супли       | Къртис Ръсел   |
| Джейк Бъзи       | Даръл          |
| Енрико Колантони | Францис Бенойт |
| Грегъри Джабара  | Ханк           |